# Festival Biarritz Amérique latine 2024
Le Festival Biarritz Amérique latine 2024, 33e édition du festival, se déroule du 21 au 27 septembre 2024.

## Déroulement et faits marquants
La programmation est révélée fin août 2024.
Le 23 septembre 2024, le réalisateur mexicain Alfonso Cuarón reçoit un Abrazo d'honneur pour l'ensemble de sa carrière.
Le 27 septembre 2024, le palmarès est dévoilé : le film Baby de Marcelo Caetano remporte l'Abrazo d'or, le film El aroma del pasto recién cortado de Celina Murga remporte le prix du jury,.

## Jury

### Jury Fiction
- Valérie Donzelli, actrice et réalisatrice
- Santiago Amigorena, auteur et scénariste
- Marilú Marini, actrice

### Jury Syndicat Français de la Critique de Cinéma
- Lisa Nesselson, critique de cinéma
- Charles Tesson, critique et historien du cinéma
- Miquel Escudero Diéguez, programmateur

### Jury Biarrots
- Victoria Faure, directrice projet événementiel
- Rose Harlean, actrice et réalisatrice
- Pauline Lorin, décoratrice d'intérieur

## Sélection

### En compétition
- El aroma del pasto recién cortado de Celina Murga  Argentine  Uruguay
- Baby de Marcelo Caetano  Brésil
- Cuadrilátero de Daniel Rodríguez Risco  Pérou
- El ladrón de perros de Vinko Tomicic  Bolivie  Mexique  Chili
- Penal Cordillera de Felipe Carmona  Chili
- La piel en primavera de Yennifer Uribe Alzate  Colombie  Chili
- Querido Trópico de Ana Endara  Panama  Colombie
- Raíz de Franco García Becerra  Pérou
- Senhoritas de Mykaela Plotkin  Brésil
- Zafari de Mariana Rondón  Pérou  Venezuela

### Film d'ouverture
- I'm Still Here de Walter Salles  Brésil

### Film de clôture
- Mexico 86 de César Díaz  Belgique  Mexique

### Avant-premières
- Yo vi tres luces negras de Santiago Lozano Álvarez  Colombie
- Simón de la montaña de Federico Luis  Argentine  Chili  Uruguay
- Los domingos mueren más personas de Iair Said  Argentine
- Cidade; Campo de Juliana Rojas  Brésil
- A queda do céu de Eryk Rocha et Gabriela Carneiro da Cunha  Brésil

### Séances spéciales
- À la chaleur des années froides de Darius Kaufmann et Eytan Jan  France
- Después Del Final de Pablo César  Argentine
- Feather in the Wind de Alex Heitler
- Mambo Dreams de Emilio Maillé  Mexique
- Le Garçon et le Monde (O Menino e o Mundo) de Alê Abreu  Brésil

### Focus Argentine
- Les Neuf Reines (Nueve reinas) de Fabián Bielinsky
- Transmisioa de Ellande Ithurmide et Jean-Philippe Viel
- Mémoire d'un saccage (Memoria del saqueo) de Fernando E. Solanas
- Femmes d'Argentine (Que sea ley) de Juan Solanas
- Les Nouveaux Sauvages (Relatos salvajes) de Damián Szifron
- El Profesor (Puan) de María Alché et Benjamín Naishtat
- El hombre que amaba los platos voladores de Diego Lerman
- El estudiante de Santiago Mitre
- Carancho de Pablo Trapero
- L'Ange (El Ángel) de Luis Ortega

### Buñuel, cinéaste mexicain
- L'Ange exterminateur (El ángel exterminador)
- Tourments (Él)
- La Vie criminelle d'Archibald de la Cruz (Ensayo de un crimen)
- Le Grand Noceur (El gran Calavera)
- Los olvidados
- Le Fleuve de la mort (El río y la muerte)
- Viridiana
- Un Buñuel mexicain de Emilio Maillé

## Palmarès

### Longs métrages
- Abrazo du meilleur film : Baby de Marcelo Caetano
- Prix Coup de cœur : Raíz de Franco García Becerra
- Prix du jury : El aroma del pasto recién cortado de Celina Murga
- Prix de la meilleure interprétation : Paulina García et Jenny Navarette pour leurs rôles dans Querido Trópico de Ana Endara
- Prix du Syndicat Français de la critique de cinéma : Zafari de Mariana Rondón
- Prix du jury des Biarrots : Senhoritas de Mykaela Plotkin
- Prix du public : Querido Trópico de Ana Endara
- Abrazo d'honneur : Alfonso Cuarón